# شیزو ناتسکاوا
شیزو ناتسکاوا (انگلیسی: Shizue Natsukawa; ۹ مارس ۱۹۰۹ – ۲۴ ژانویهٔ ۱۹۹۹) بازیگر اهل ژاپن بود. وی بین سال‌های ۱۹۱۶ تا ۱۹۹۹ میلادی فعالیت می‌کرد.
از فیلم‌ها یا برنامه‌های تلویزیونی که وی در آن نقش داشته‌است می‌توان به نامه عاشقانه اشاره کرد.